# Соматология
Соматоло́гия (от др.-греч. σῶμα, род. п. σῶματος — тело и λόγος — слово, учение) — отрасль морфологии человека, занимающаяся исследованием антропологических признаков человеческого тела и их возрастной изменчивости в целом (в отличие от мерологии — преимущественно посмертного исследования отдельных органов). К соматологии относятся соматоскопия — изучение описательных признаков сложения, пропорций тела, органов, и соматометрия — изучение поддающихся измерению признаков тела и его частей, массы (веса), силы мышц.

## Источник
- Соматология — статья из Большой советской энциклопедии.